# Будем как солнце (фильм)
«Будем, как солнце» 
(1917) — немой художественный фильм. 
Вышел на экраны 4 июля 1917 года. Фильм не сохранился.

## Сюжет
Сюжет изложен в журнале журнала «Проектор» (1917, № 9—10, с. 11—12). Авторами использовано название стихотворного цикла Константина Бальмонта «Будем как солнце». 
В фильме показана жизнь авангардистского театра и поиск новых течений в искусстве. Показаны взаимоотношения режиссёра-новатора, актрисы и мецената. Возможно, что прототипом режиссёра-новатора был Всеволод Мейерхольд. Действие происходит на фоне природы Крыма.

## В ролях
- Нина Чернова — Надя, артистка
- Николай Радин — меценат
- Олег Фрелих — Горный, режиссёр-новатор

## Критика
В журнале «Проектор» (1917) отмечалось, что  «поставлена пьеса, благодаря, главным образом, крымской природе, среди которой она разыграна, очень красиво и поэтично». 
Историк кино Вениамин Вишневский написал, что картина  «интересна попыткой (неудачной) постановщика показать новые творческие течения в искусстве».   
Киновед Ирина Гращенкова считала, что утрата фильма «является большей потерей для истории театра, чем для истории кино».